# Нитхард
Нитхард (800 - 844), је први средњовековни световњак чије дело представља историографски извор. По мајци је био унук Карла Великог, а отац му се бавио писањем историографских дела. Био је војник и дипломата у служби Карла Ћелавог, духовит и одлучан човек. На крају живота се повукао у манастир.
По наруџби Карла Ћелавог написао је дело „Четири књиге историје“ у којима описује сукоб три сина Луја Побожног. Иако је пристрасан у корист Карла Ћелавог његово дело је тачно. Имао је увид у најважнија дешавања и документа. У његовом делу је очуван текст Стразбуршке заклетве, најстаријег немачког односно француског језичког споменика. 
Сматра се последњим франчким историчаром.